# Frederik Lennert
Karl Frederik Peter Lennert (* 20. Dezember 1900 in Sisimiut; † nach 1982) war ein grönländischer Landesrat.

## Leben
Frederik Lennert war der Sohn des Büchsenmacher Lars Sivert Lennert (1872–1907) und seine Frau Else Katrine Sofie Olsen (1876–1906). Über seine Mutter war er ein Neffe Gustav Olsens. Frederik Lennert heiratete am 26. September 1928 Hansine Sesilie Jakobine Lennert (1902–?), Tochter von Frederik Absalon Karl Lennert (1878–?) und Benedikte Jokebet Astridur Sandgreen (1878–?). Aus der Ehe ging unter anderem der Sohn Knud Rasmussen Lennert (1934–?) hervor, der mit der Politikerin Emilie Lennert (1931–2019) verheiratet war.
Frederik Lennert arbeitete als Udstedsverwalter in Assaqutaq. Er saß im 6. grönländischen Landesrat von 1939 bis 1943 und im siebten von 1945 bis 1950, wurde aber 1949 von Jørgen C. F. Olsen vertreten. Er saß in der Grønlandskommission und wurde anschließend 1950 zum Ritter des Dannebrogordens ernannt.